# Nathalie Kosciusko-Morizet

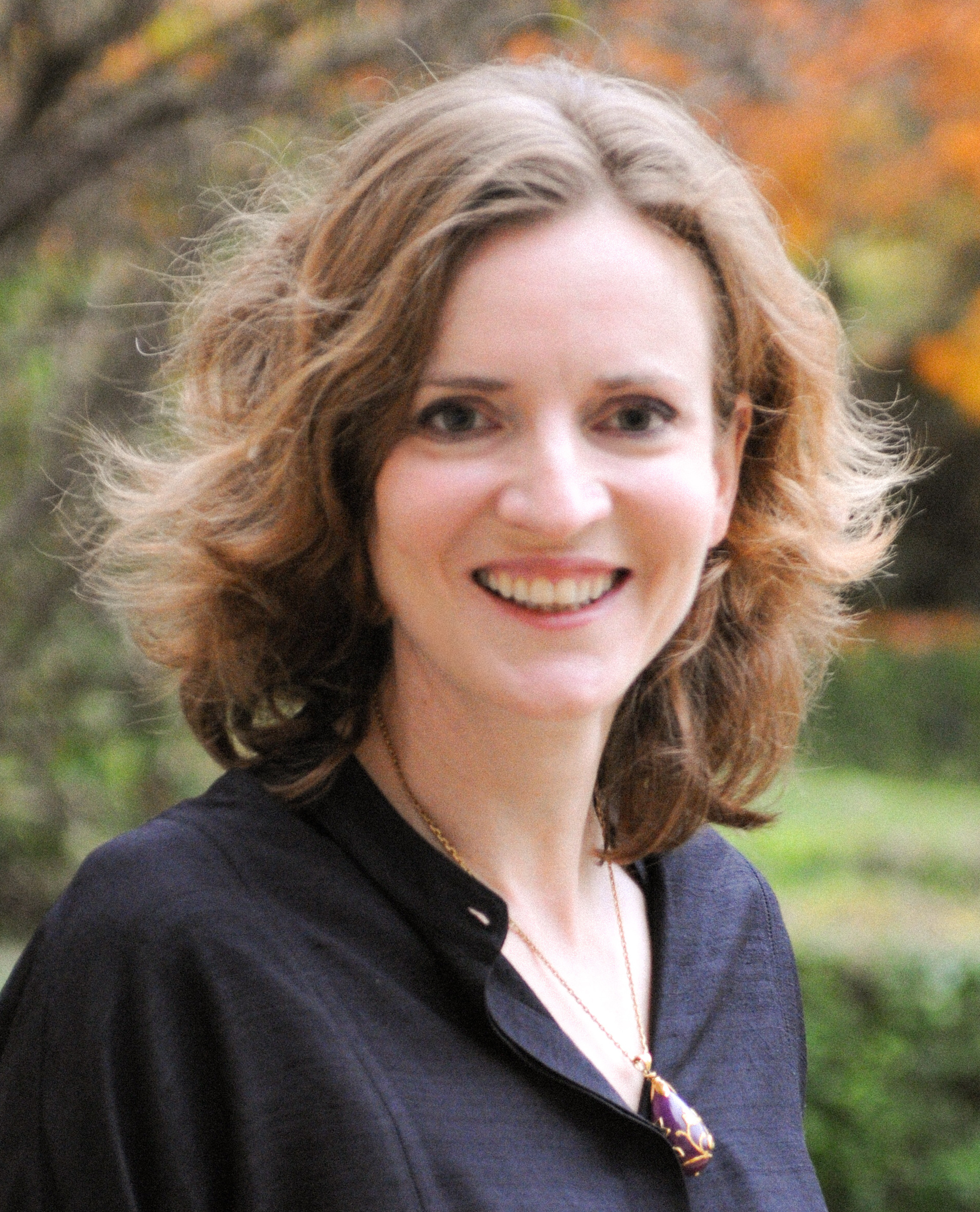
Nathalie Kosciusko-Morizet (2014)

Nathalie Kosciusko-Morizet (in Frankreich oft NKM genannt; * 14. Mai 1973 in Paris, Frankreich) ist eine französische Politikerin. Sie war 2002–2007 und 2012–2017 Abgeordnete in der französischen Nationalversammlung. Von 2010 bis 2012 war sie Ministerin für Umwelt, nachhaltige Entwicklung, Verkehr und Wohnungswesen. Sie war Bürgermeisterkandidatin der UMP bei der Pariser Kommunalwahl 2014. Von 2014 bis 2015 war sie stellvertretende Vorsitzende der UMP bzw. von deren Nachfolgepartei Les Républicains.

## Familie, Bildung und Beruf
Sie stammt aus einer alten französischen Politikerfamilie mit polnischen Ursprüngen. Ihr Urgroßvater André Morizet (1876–1942) war sozialistischer Senator, Bürgermeister von Boulogne-Billancourt sowie Mitbegründer der Kommunistischen Partei Frankreichs. Ihr Großvater Jacques Kosciusko-Morizet (1913–1994) war französischer Botschafter (u. a. in den Vereinigten Staaten) und Bürgermeister von Saint-Nom-la-Bretèche. Ihr Vater François Kosciusko-Morizet (1940–2015) war bis zu seinem Tod Bürgermeister von Sèvres. Ihre Mutter Bénédicte Treuille war Physikprofessorin an der Universität Paris-Süd. Ihr jüngerer Bruder ist der Unternehmer Pierre Kosciusko-Morizet (* 1977), Gründer der Seite für Online-Käufe PriceMinister.
Nach dem Baccalauréat an einer katholischen Privatschule besuchte Kosciusko-Morizet die naturwissenschaftlichen Vorbereitungsklassen am Lycée Louis-le-Grand und wurde 1992 in die École polytechnique aufgenommen. Zwischenzeitlich leistete sie ihren Wehrdienst bei der Marine und diente als erster Offizier (chef de quart) eines in Djibouti stationierten Schiffs. Sie absolvierte dann die École nationale du génie rural, des eaux et des forêts (ENGREF; Land-, Wasser- und Forstingenieurwesen). 1997 machte sie ihren MBA am Collège des ingénieurs. Anschließend war sie im Ministerium für Wirtschaft und Finanzen angestellt; ab 1999 war sie beim Staatssekretariat für Außenhandel tätig. Von Mai bis Juli 2002 gehörte sie als technische Beraterin für Umwelt und nachhaltige Entwicklung dem Stab des Premierministers Jean-Pierre Raffarin an.
Nathalie Kosciusko-Morizet heiratete 2003 den Strategieberater und ehemaligen Bürgermeister von Villefontaine, Jean-Pierre Philippe, mit dem sie zwei Kinder hat. Das Paar ließ sich 2016 scheiden. Nach ihrem Rückzug aus der Politik wurde sie 2018 Spezialistin für Digitalwirtschaft bei der Unternehmensberatung Capgemini.

## Politische Karriere

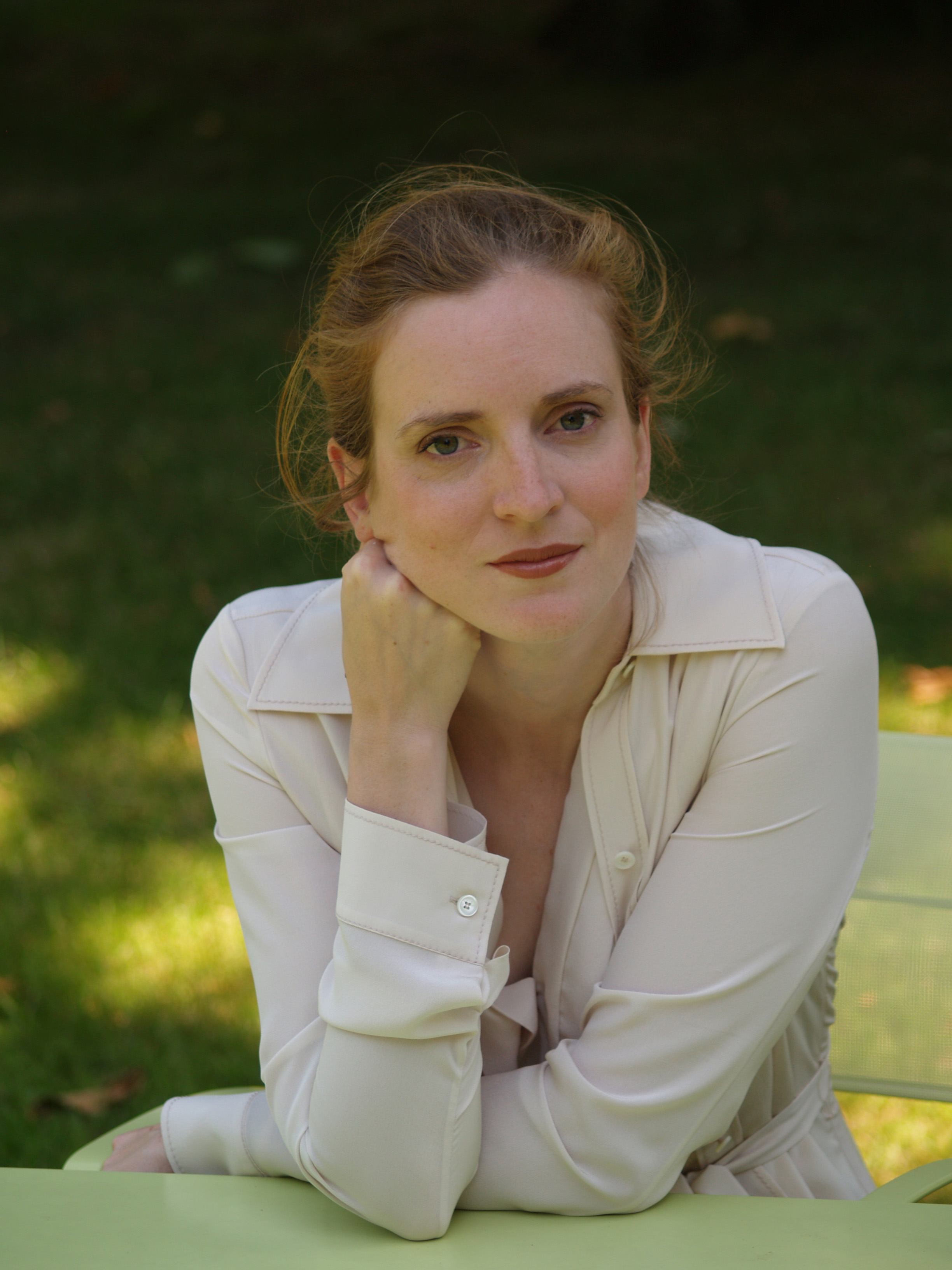
Kosciusko-Morizet im Jahr 2006

Von 2002 bis zu ihrem Eintritt in die Regierung 2007 war sie Abgeordnete in der Nationalversammlung für das Département Essonne. Bei ihrer Wahl war sie 29 Jahre alt und damit die jüngste Abgeordnete im französischen Parlament. Von 2004 bis 2010 war sie außerdem Regionalrätin der Île-de-France und ab 2008 Bürgermeisterin von Longjumeau.
Nach den Parlamentswahlen 2007 wurde sie als Staatssekretärin im Umweltministerium in die Regierung von François Fillon berufen (Kabinett Fillon II). Im Januar 2009 veränderte sich ihre Zuständigkeit zur Staatssekretärin für Zukunftsforschung und die IT-Branche, sie war dann direkt dem Premierminister untergeordnet. Bei der Neubildung der Regierung Fillon III im November 2010 wurde sie zur Nachfolgerin von Jean-Louis Borloo im französischen Umweltministerium berufen. Dieses Amt legte sie im Februar 2012 nieder, als sie zur Wahlkampagnensprecherin des amtierenden Präsidenten Nicolas Sarkozy für die Präsidentschaftswahl 2012 berufen wurde.
Nach der Niederlage Sarkozys wurde sie bei den nachfolgenden Parlamentswahlen wieder zur Abgeordneten für Essonne gewählt. Sie kündigte ihre Kandidatur für den Vorsitz der UMP an, erreichte aber nicht die für die Bewerbung notwendige Zahl an Unterstützern. In diesem Zusammenhang gründete sie La France droite, eine politische Strömung innerhalb der UMP.
Am 14. Februar 2013 gab Kosciusko-Morizet ihre Bewerbung um die Kandidatur für die UMP als Bürgermeisterin von Paris bekannt, wofür sie kurz darauf ihr Amt als Bürgermeisterin von Longjumeau niederlegte. Bei der offenen Vorwahl der UMP in Paris setzte sie sich mit knapp 60 Prozent im ersten Wahlgang deutlich gegen ihre drei Mitbewerber durch. Umfragen sagten für die Wahl Ende März 2014 eine knappe Entscheidung zwischen der von ihr geführten Liste der UMP und dem von der Parti Socialiste angeführten Wahlbündnis um Anne Hidalgo voraus. Im ersten Wahlgang wurde die UMP zwar stärkste Kraft; im zweiten Wahlgang unterlag Kosciusko-Morizet jedoch mit 43,7 % gegen 53,3 % für Hidalgo.
Im Dezember 2014 wurde Kosciusko-Morizet zur stellvertretenden Vorsitzenden der UMP gewählt, die sich 2015 in Les Républicains umbenannte. Vor dem zweiten Wahlgang der Regionalwahlen in Frankreich 2015 kritisierte sie den Parteivorsitzenden Nicolas Sarkozy wegen dessen Weigerung, mit den Sozialisten (PS) gegen die Front National (FN) zusammenzuarbeiten; dieser entließ sie daraufhin aus der Parteiführung. Dieses Vorgehen kritisierte Kosciusko-Morizet wiederum als „stalinistisch“.
Im Herbst 2016 war sie die einzige Frau unter sieben Kandidaten der Vorwahlen der Republikanischen Partei für die Präsidentschaftswahl 2017, schied aber in der ersten Runde am 20. November 2016 als Viertplatzierte mit 2,6 % der Stimmen aus. Sie sprach sich anschließend für die Unterstützung von Alain Juppé, dem zweiten der Vorwahlen, für die Stichwahl am 27. November 2016 aus.
Bei den Parlamentswahlen im Juni 2017 entschied sie sich, statt in ihrem bisherigen Wahlkreis in der Essonne, in der Pariser Innenstadt anzutreten. Sie erlitt jedoch im zweiten Wahlgang gegen den Kandidaten der liberalen Partei La République en Marche eine Niederlage und war seitdem nur noch als Kommunalpolitikerin in der Stadt Paris aktiv. Im August 2018 gab sie auch ihren Sitz im Pariser Gemeinderat auf und zog sich damit ganz aus der Politik zurück.

## Werke (Auswahl)
- Les Petits matins, essai sur la pensée politique. Gemeinschaftlich mit Jérôme Peyrat, Ramsay, April 2002, ISBN 2-84114-613-8.
- Rapport relatif à la Charte de l’environnement. Edition La Documentation Française, Collection « Documents législatifs », 1. Mai 2004, ISBN 2-11-118375-X.
- Le changement climatique : aubaine ou désastre? gemeinschaftlich mit Adret, François Bayrou, Sylvie Faucheux, Nicolas Hulot, Alain Juppé, Jean-Yves Le Déaut, Hervé Le Treut, Gilles Pennequin, Michel Rocard, Loup Verlet, Hubert Védrine et Dominique Voynet, Edition Cerf, Collection«  L’histoire à vif », 1. Februar 2007, ISBN 978-2-204-08360-7.
- L’homme saura-t-il réparer ce qu’il détruit? mit Dominique Voynet, Forum Libération de Grenoble, CD Frémeaux et Associés, 2008.
- Tu viens? Gallimard, coll. « Hors série Connaissance », 2009, ISBN 978-2-07-012777-1.
- Le front antinational. Éditions du Moment, 2011, ISBN 978-2-35417-134-6.